# Turdoides huttoni
El turdoide afgano (Turdoides huttoni) es una especie de ave paseriforme de la familia Leiothrichidae propia de Oriente medio. Anteriormente se consideraba una subespecie del turdoide indio.

## Distribución
Se extiende desde el sureste de Irak, por el oeste y sur de Irán y sur de Afganistán, hasta el este de Pakistán.

## Descripción
El turdoide afgano es un pájaro de tamaño medio y larga cola. Su plumaje es de tonos pardos claros con veteado oscuro en las partes superiores, y la garganta blanquecina. Se diferencia del turdoide indio por presentar también veteado oscuro en el pecho y los costados, y por tener el pico más grueso. Sus vocalizaciones también son diferentes. Se reconocen dos subespecies, aunque las variaciones a veces se consideraron clinales. La subespecie salvadorii (De Filippi, 1865) que se encuentra en Irak e Irán occidental, y huttoni (Blyth, 1847) que se extiende desde el este de Irán, por Afganistán, hasta el este de Pakistán.